# Мур, Брайан (сценарист)
Брайан Мур (р. 25 августа 1921, Белфаст, Великобритания — 11 января 1999, Малибу, США) — писатель и сценарист из Северной Ирландии, которого называют «одним из немногих подлинных мастеров современного романа». Эмигрировал в Канаду и позднее жил в США. Получил признание за описание в романах жизни в Северной Ирландии после Второй мировой войны, в частности, за художественное исследование этнополитического конфликта в Северной Ирландии[прояснить]. Обладатель мемориальной премии Джеймса Тейта Блэка (1975) и Премии генерал-губернатора за литературное произведение на английском языке (1960 и 1975). Мур также писал сценарии, и несколько его книг были экранизированы.

## Биография

### Ранняя жизнь и образование
Мур родился и вырос в Белфасте. Его дед, суровый, авторитарный адвокат, был новообращённым католиком Его отец, Джеймс Бернар Мур, был выдающимся хирургом и первым католиком, занявшим место в университетском совете университета Квинс в Белфасте., а его мать, Эйлен Макфаден Мук, из семьи донеголских фермеров, была медсестрой. Его дядя, Eoin MacNeill, был видным ирландским националистом, основателем гэльской лиги и профессором ирландского языка в Дублинском университетском колледже. Он был одним из девяти детей. в римско-католической семье.
Мур учился в колледже St. Malachy. Он бросил школу в 1939 году, не сумев сдать выпускные экзамены.

## Награды и признание
- 1955: премия Beta Sigma Phi (за лучший первый роман канадского автора, книга «Judith Hearne»)
- 1955: Authors' Club First Novel Award (за «Judith Hearne», выбран С. С. Форестером)
- 1960: Governor General’s Award for Fiction (за «The Luck of Ginger Coffey»)
- 1975: мемориальная премия имени Джеймса Тейта Блэка (за «The Great Victorian Collection»)
- 1975: Governor General’s Award for Fiction (за «The Great Victorian Collection»)
- 1976: номинация на Букеровскую премию (за «The Doctor’s Wife»)
- 1987: номинация на Букеровскую премию (за «The Colour of Blood»)
- 1987: от Sunday Express книга года (за «The Colour of Blood»')
- 1990: номинация на Букеровскую премию (за «Lies of Silence»)
- 1994: Robert Kirsch Award за жизненные достижения от Los Angeles Times за его романы[11]

### Научно-популярные книги и эссе
- 1963: «Canada»
- «Now and Then», «Threshold», no 23: The Northern Crisis, edited by John Montague. Belfast: Lyric Players Theatre (1970). Переиздано как «Bloody Ulster: An Irishman’s Lament» в «The Atlantic», сентябрь 1970[12]
- «Old Father, Old Artificer», в Irish University Review, 12 (весна 1982), chapter 12 (о Джеймсе Джойсе).
- «Going Home» в The New York Times, 7 февраля 1999

### Романы
- 1951: «Wreath for a Redhead» (в США в 1953 издано под названием «Sailor’s Leave»)
- 1951: «The Executioners»
- 1954: «French for Murder» (под именем Bernard Mara)
- 1955: «A Bullet for My Lady» (под именем Bernard Mara)
- 1955: «Judith Hearne» (перепечатано как «The Lonely Passion of Judith Hearne» в 1956)
- 1956: «This Gun for Gloria» (под именем Bernard Mara)
- 1956: «Intent to Kill» (под именем Michael Bryan)
- 1957: «The Feast of Lupercal» (перепечатано «A Moment of Love», немецкое издание в 1964: «Saturnischer Tanz»)
- 1957: «Murder in Majorca» (под именем Michael Bryan)
- 1960: «The Luck of Ginger Coffey»
- 1962: «An Answer from Limbo»
- 1965: «The Emperor of Ice-Cream»
- 1968: «I Am Mary Dunne»
- 1970: «Fergus»
- 1971: «The Revolution Script»
- 1972: «Catholics», немецкое издание в 1975: «Katholiken» — впервые напечатано в «New American Review'», 15 (New York: Simon & Schuster 1972) pp. 11–72
- 1975: «The Great Victorian Collection», немецкое издание в 1978: «Die Große Viktorianische Sammlung»
- 1976: «The Doctor’s Wife»
- 1979: «The Mangan Inheritance», немецкое издание в 1999: «Mangans Vermächtnis» (первоначально опубликовано как «The Family Album»)[13]
- 1981: «The Temptation of Eileen Hughes»
- 1983: «Холодный рай»
- 1985: «Black Robe», немецкое издание в 1987: «Schwarzrock»
- 1987: «The Colour of Blood», немецкое издание в 1989: «Die Farbe des Blutes»
- 1990: «Lies of Silence»
- 1993: «No Other Life»
- 1995: «The Statement», немецкое издание в 1997: «Hetzjagd»
- 1997: «The Magician's Wife»

### Сборник рассказов
- 1978: «Two Stories» Northridge, California: Santa Susana Press. Contains «Uncle T» and «Preliminary Pages for a Work of Revenge»

### Рассказы
- «Sassenach», Northern Review 5 (октябрь-ноябрь 1951)
- «Fly Away Finger, Fly Away Thumb», London Mystery Magazine, 17, September 1953 ; reprinted in Great Irish Tales of Horror, ed. Peter Haining, Souvenir Press 1995
- «A Vocation», Tamarack Review 1 (Autumn 1956): 18-22. Reprinted in Threshold 2 (Summer 1958): 21-25; reprinted in The Irish Genius, ed. Devin A. Garrity (1960). New York: New American Library, pp. 125–128; reprinted for the Verbal Arts Centre project, 1998
- «Lion of the Afternoon», The Atlantic, November 1957; reprinted in A Book of Canadian Stories, ed. Desmond Pacey (1962) Toronto: Ryerson Press, pp. 283–293
- «Next Thing was Kansas City», The Atlantic, February 1959
- «Grieve for the Dear Departed», The Atlantic, August 1959; reprinted in Pick of Today’s Short Stories, no. 12, ed. John Pudney (1960), London: Putnam, pp. 179–188
- «Uncle T», Gentleman's Quarterly, November 1960; reprinted in Two Stories, see above
- «Preliminary Pages for a Work of Revenge», Midstream 7 (Winter 1961); reprinted in The Dolmen: Miscellany of Irish Writing, eds. John Montague and Thomas Kinsella (1962), Dublin: Dolman, pp. 1–7; reprinted in Canadian Writings Today, ed. Mordecai Richler, Harmondsworth: Penguin Books, pp. 135–145; reprinted in Two Stories, see above
- «Hearts and Flowers», The Spectator, 24 November 1961
- «Off the Track», Ten for Wednesday Night, ed. Robert Weaver. Toronto: McClelland and Stewart Ltd, 1961, pp. 159–167; reprinted in Modern Canadian Stories, eds. Giose Rimanelli and Robert Ruberto (1966), Toronto: Ryerson Press, pp. 239–246
- «The Sight», Irish Ghost Stories, ed. Joseph Hone. London: Hamish Hamilton, 1977, pp. 100–119; reprinted in Black Water, ed. Alberto Manguel, Picador 1983; reprinted in The Oxford Book of Canadian Ghost Stories, ed. Alberto Manguel, Toronto: Oxford University Press 1990
- «A Bed in America» (неизданный; later used in Hitchcock film Torn Curtain)
- «A Matter of Faith» (неизданный)

### Сценические адаптации
- 1970: «The Closing Ritual» — не осуществлена[14][15]
- 1980: «Catholics», основана на его романе — ACT Theatre, мировая премьера: Сиэтл, май 1980 года
- без даты: «The Game» — не осуществлена[16]

### Киносценарии
- без даты: «Dustin is Dustin» (киносценарий, ныне входит в особую коллекцию Университета Калгари)[16]
- 1964: «The Goat», киносценарий[16]
- 1964: «The Luck of Ginger Coffey»
- 1966: «Torn Curtain»
- 1967: «The Slave», основан на романе Мура «An Answer from Limbo»[17]
- 1973: «Catholics»
- 1979: «The Closing Ritual»
- 1984: «The Blood of Others»
- 1985: «Brainwash»[17]
- 1985: «The Sight»[18], получасовая драма на основе рассказа Мура
- 1987: «Il Giorno prima» («Control»)
- 1988: «Gabrielle Chanel»[17][19]
- 1988: «The Temptation of Eileen Hughes», телефильм
- 1991: «Black Robe»

### Прочие экранизации по книгам
- 1958: «Intent to Kill, фильм по сценарию Jimmy Sangster, основан на романе, написанный Муром под именем Michael Bryan
- 1985: «Uncle T»[20], получасовая драма по сценарию Джеральда Уэкслера, основана на рассказе Мура
- 1987: «The Lonely Passion of Judith Hearne», фильм по сценарию Питера Нельсона, основан на романе Мура
- 1991: «Холодный рай», фильм по сценарию Аллана Скотта, основан на одноимённом романе Мура
- 2003: «Приговор», фильм по сценарию Рональда Харвуда, основан на романе Мура

### Фильмы о Брайане Муре
- 1986: «The Lonely Passion of Brian Moore»[21] документальный фильм о Муре и взгляд на то, чем вдохновлены его работы
- 1993: «The Man From God Knows Where», профиль BBC Bookmark

### Интервью
- Fulford, Robert. «Robert Fulford Interviews Brian Moore». Tamarack Review 23 (1962), pp. 5–18
- Dahlie, Hallvard. «Brian Moore: An Interview». Tamarack Review 46 (1968), pp. 7–29
- Sale, Richard. «An Interview in London with Brian Moore». Studies in the Novel 1 (Spring 1969), pp. 67–80
- Gallagher, Michael Paul. «Brian Moore Talks to Michael Paul Gallagher», Hibernia (10 October 1969), p. 18
- Cameron, Donald. «Brian Moore». Conversations with Canadian Novelists, 2. Toronto: Macmillan of Canada (1973), pp. 64–85
- Graham, John. «Brian Moore» in Garrett, George, ed., The Writer’s Voice: Conversations With Contemporary Writers. New York: William Morrow and Company (1973), pp. 51–74
- Bray, Richard T., ed. «A Conversation with Brian Moore». Critic: A Catholic Review of Books and the Arts 35 (Fall 1976), pp. 42–48
- De Santana, Hubert. «Interview with Brian Moore». Maclean's (11 July 1977), pp. 4–7
- Aris, Stephen. Moore’s Fistful of Dollars, Sunday Times (October 1977), pp. 37
- Meyer, Bruce and O’Riordan, Brian. «Brian Moore: In Celebration of the Commonplace», in Their Words: Interviews With Fourteen Canadian Novelists. Toronto: House of Anansi Press (1984), pp. 169–83
- Carty, Ciaran. Ciaran Carty Talks to Brian Moore, Sunday Independent (2 June 1985), p. 14
- Crowe, Marie. Marie Crowe Talks to Belfast Writer Brian Moore, in Irish Press (21 June 1983), p. 9
- Adair, Tom. «The Writer as Exile», in Linen Hall Review, 2:4 (1985), pp. 4–6
- Foster, John Wilson. «Q & A with Brian Moore», in Irish Literary Supplement: A Review of Irish Books (Fall 1985), pp. 44–45
- Haverty, Anne. «The Outsider on the Edge», in Sunday Tribune (3 November 1985)
- O’Donoghue, Andy. «Dialogue», interview with Brian Moore on RTÉ Radio 1 (20 February 1986)
- Battersby, Eileen. «No Faith, No Hope, But Clarity: Eileen Battersby in Belfast With the Novelist Brian Moore», Sunday Tribune, (27 April 1990), B1
- Carlson, Julia., ed. «Brian Moore» in Banned in Ireland. Georgia UP/London: Routledge (1990)
- Christie, Tom. « An Irishman In Malibu: Novelist Brian Moore Has Left Behind His Homeland And Dodged Celebrity In Favor Of An Independent-minded And Highly Successful Literary Life», in Los Angeles Times (1 March 1992)
- Ford, Nigel. «An Interview With Brian Moore», on Bookshelf, BBC Radio 4 (5 March 1993)
- O’Donoghue, Jo. «From the Abstract Sands: Interview with Brian Moore», in Books Ireland (November 1995), pp. 269–71
- Battersby, Eileen. «Perennial Outsider», a full-page interview in The Irish Times (12 October 1995)
- Rees, Jasper. «Novel way to Miss the Booker Prize», in The Independent [UK] (24 September 1997), ‘Eye’ pp. 3–4
- Hicks, Patrick. «Brian Moore and Patrick Hicks», in Irish University Review Vol. 30, No. 2 (Autumn — Winter, 2000), pp. 315–320 (The last known interview with Brian Moore)

### Книги и статьи о Брайане Муре и его работе
- Athill, Diana. Stet: a memoir, London: Granta ISBN 1-86207-388-0, 2000
- Craig, Patricia. Brian Moore: A Biography, Bloomsbury Publishing, ISBN 978-0-7475-6004-3, 2002
- Cronin, John. «Ulster’s Alarming Novels», Eire-Ireland IV (Winter 1969), p. 27-34
- Dahlie, Hallvard. Brian Moore, Toronto: The Copp Clark Publishing Co., 1969
- Dahlie, Hallvard. Brian Moore, Boston: G.K. Hall and Company, 1981
- Flood, Jeanne. Brian Moore, Lewisburg, Penn.: Bucknell University Press; London: Associated University Presses, 1974
- Foster, John Wilson. «Passage Through Limbo: Brian Moore’s North American Novels», Critique XIII (Winter 1971), pp. 5–18
- Foster, John Wilson. Forces and Themes in Ulster Fiction, Dublin: Gill and Macmillan, 1974, pp. 122–130; 151—185
- Hicks, Patrick. "History and Masculinity in Brian Moore’s «The Emperor of Ice-Cream», The Canadian Journal of Irish Studies, Vol. 25, No. 1/2 (Jul. — Dec., 1999), pp. 400–413
- Gearon, Liam. «No other life: Death and Catholicism in the works of Brian Moore», Journal of Beliefs and Values, Vol 19, No 1, pp. 33–46
- Hicks, Patrick. «Brian Moore’s The Feast of Lupercal and the Constriction of Masculinity», New Hibernia Review, Vol 5, No 3, pp. 101–113, Fómhar/Autumn 2001
- Hicks, Patrick. The Fourth Master: Reading Brian Moore Reading James Joyce (англ.) // Ariel : journal. — Vol. 38. — P. 2—3.
- Hicks, Patrick. «Sleight-of-Hand: Writing, History and Magic in Brian Moore’s The Magician’s Wife» Commonwealth Essays and Studies ["Postcolonial Narratives" Issue] 27, 2 (Spring 2005), pp. 87–95.
- Hicks, Patrick. Brian Moore and the Meaning of the Past, Edwin Mellen Press Ltd, ISBN 0-7734-5403-9, ISBN 978-0-7734-5403-3, 2007
- Koy, Christopher. "Representations of the Quebecois in Brian Moore's Novels",  Considering Identity: Views on Canadian Literature and History Olomouc: Palacky Univesity Press, 2015, pp. 141–156[22].
- McSweeney, Kerry. Four Contemporary Novelists. Kingston and Montreal: McGill-Queen's University Press; London: Scolar Press, 1983, pp. 55–99
- O’Donoghue, Jo. Brian Moore: A Critical Study, Montreal and Kingston: McGill University Press, 1991
- Prosky, Murray. «The Crisis of Identity in the Novels of Brian Moore», Eire-Ireland VI (Fall 1971), pp 106–118
- Sampson, Denis. «Home: A Moscow of the Mind': Notes on Brian Moore’s Transition to North America» in Colby Quarterly, vol. 31, issue 1 (March 1995). pp. 46–54[23]
- Sampson, Denis. Brian Moore: The Chameleon Novelist, Toronto: Doubleday Canada, 1998
- Schumacher, Antje. Brian Moore’s Black Robe: Novel, Screenplay(s) and Film (European University Studies. Series 14: Anglo-Saxon Language and Literature. Vol. 494), Frankfurt am Main: Peter Lang. Language: English ISBN 3-631-60321-5 ISBN 978-3-631-60321-5, 2010
- Sullivan, Robert. A Matter of Faith: The Fiction of Brian Moore, London and Westport, Connecticut: Greenwood, 1996